# Endevor
Endevor (Environment for Developers and Operations) ist ein Change-Management-Programm der Firma Broadcom Inc. – 2018 wurde CA, Inc. übernommen – zur Versionsverwaltung in Software-Lebenszyklen. Das IT-Marktforschungsunternehmen Forrester Research berichtet über Endevor im Bericht Process-Centric Software Configuration Management, in dem die weltweit führenden prozessorientierten Software-Configuration-Management-Tools verglichen werden.
Endevor wird zurzeit vor allem in der professionellen Großrechnerumgebung (etwa unter IBM-z/OS) für die Versionsverwaltung eingesetzt, ist aber auch für Eclipse erhältlich.
Beim Wechsel der Sourcen zwischen den Entwicklungsschichten werden die JCL- und DB2-relevanten Schnittstellen für die ausführbaren Module eingebunden. Insbesondere wird die PLAN-PACKAGE-Verwaltung von Endevor übernommen.
Ausgeliefert wird derzeit die Version 18 der Software. Neben herstellerseitig angebotenen Schulungen besteht seit 1992 eine internationale Koordinierungsorganisation der Endevor-Anwendergruppen, von denen 26 offiziell von CA anerkannt sind. Seit 1994 gibt es eine lokale produktspezifische Konferenz der Nutzer aus dem deutschsprachigen Anwendungsraum, in der sich mehrfach jährlich betriebliche Nutzer untereinander und mit Vertretern des Herstellers über neue Entwicklungen, Einsatzmöglichkeiten und Einsatzverfahren der Software abstimmen. Seit dem Jahr 2000 wird diese Konferenz von einem eigenen Verein (Deutsche ENDEVOR Nutzer Konferenz (DENK)) organisiert.
An den Konferenzen der DENK nahmen unter anderem Vertreter der folgenden Endevor-Anwender teil: Abraxas, Atos Origin, Bayerische Landesbank, Concordia Krankenkasse, DekaBank, dwpbank, EDS, Lufthansa Systems, SEB AG, Siemens, VHV solutions GmbH, W&W Informatik, Zurich Financial Services.